# Жумберачка бригада
Жумберачка бригада НОВЈ формирана је 27. августа 1944. године у Жумберку од људства Жумберачког НОП одреда. Имала је 3 батаљона са 983 борца. углавном је дејствовала по Жумберку.

## Борбени пут бригаде
Јединице бригаде заузеле су 4/5. септембра жандармеријску станицу у Драганићима, а 23. септембра одбиле су у рејону Прибића и Округа напад Немаца и усташа из Јастребарског, Драганића и Озља. Бригада се истакла при заузимању немачког упоришта Бушеча Вас (код Церкља 29. октобра и домобранског упоришта Зорковац (код Озља) 7. новембра, а код Махична (на прузи Карловац-Озаљ) у фабрици експлозива „Титанит“ заробила је 58 домобрана. У децембру 1944, заузела је усташко-домобранска упоришта Замршје и Луку код Карловца, заједно с Карловачком бригадом), Драганиће, а 1. јануара 1945. немачко упориште Брегану. У 1945. години појачала је нападе на непријатељева упоришта на подручју Карловца. При заузимању домобранског упоришта Речица код Карловца 5. марта, Жумберачка и Карловачка бригада су заробиле 291 домобрана (док је 91 погинуо). Након тога је учествовала у борбама против немачких, усташких и домобранских делова код Доње Купчине, Горње Бачуге, Горе, Страшника, а почетком маја у ослобођењу Озља, Карловца и подручја Жумберка.